# Nicolás Maduro
Pour les articles homonymes, voir Maduro.
 (janvier 2019).
Nicolás Maduro Moros /nikoˈlas maˈduɾo ˈmoɾos/ , né le 23 novembre 1962 à Caracas, est un syndicaliste et homme d'État vénézuélien, président de la république bolivarienne du Venezuela depuis 2013. Sa réélection pour un troisième mandat le 29 juillet 2024 est mise en doute.
Ancien chauffeur de bus puis responsable syndical, il est membre du Mouvement Cinquième République (MVR). D'abord député (1999–2000), puis président de l'Assemblée nationale du Venezuela (2005–2006), il est ensuite ministre des Affaires étrangères (2006–2012) puis vice-président de la République (2012–2013). À la mort du président Hugo Chávez, il devient président de la République par intérim, puis remporte l'élection présidentielle anticipée avec 50,6 % des voix face à Henrique Capriles.
En 2014 et 2017, au cours d'une profonde crise économique provoquant notamment des pénuries alimentaires, Nicolás Maduro est confronté à des manifestations et à une opposition demandant sa démission. La répression du mouvement fait une centaine de morts et Maduro institue un régime autoritaire. Les élections législatives de 2015 voient l'opposition emporter la majorité à l'Assemblée nationale, ce qui constitue le point de départ d'une crise institutionnelle. Il est réélu en 2018 à l'issue d'un scrutin boycotté par l'opposition, suivi l’année suivante d'une grave crise présidentielle, lors de laquelle il est contesté par Juan Guaidó, qui échoue toutefois à prendre le pouvoir de manière effective, faute de soutien de l'armée.  
En juillet 2024, il remporte l'élection présidentielle avec 51,20 % des suffrages exprimés selon les résultats officiels et est réélu pour un troisième mandat de six ans. Mais l'opposition, l'Union européenne, les États-Unis et d'autres pays dénoncent des fraudes électorales massives et un scrutin truqué ; l'opposition vénézuélienne accuse le pouvoir d'avoir mené une campagne d'intimidation.

## Situation personnelle

### Origines
Le père de Nicolás Maduro, de lointaine origine juive séfarade maure convertie au catholicisme lors de la Reconquista, est chef syndicaliste. Cette origine a permis à Chávez, qui le fit ministre des Relations extérieures, de dissiper les tensions avec la communauté juive vénézuélienne,,. S'il y a pour Nicolás Maduro « une grande diversité de communautés religieuses dans le pays », lui-même a été élevé dans la religion catholique comme 73 % des Vénézuéliens. Il a en outre rendu publique son appartenance au mouvement de Sathya Sai Baba, gourou indien qui professait l'unité de toutes les religions.

### Vie privée et familiale
Nicolás Maduro se marie en 1988 avec Adriana Guerra Angulo, avec qui il a un fils, Nicolás Maduro Guerra. En juillet 2013, il se remarie avec Cilia Flores, adepte elle aussi de Sathya Sai Baba.

### Jeunesse et carrière
Nicolás Maduro est né à Caracas, issu de la classe moyenne d'un quartier populaire du sud de cette ville.
Il milite dans la Ligue socialiste (es) (marxiste-léniniste) du lycée au début des années 1970. Selon un de ses amis, il s'est fait expulser de son établissement scolaire en 1977 pour propagande communiste.
Dans les années 1980, Nicolás Maduro devient garde du corps des candidats socialistes à la présidence José Vicente Rangel (1983) et David Nieves (1988), mais également de Pablo Milanés,. À cette époque, il reçoit une formation à l'école des cadres du Parti communiste de Cuba destinée à former les futurs révolutionnaires d'Amérique latine. Il reçoit des cours de philosophie marxiste et d'économie politique, il apprend l'histoire de l’Amérique latine, des révolutions mexicaine et cubaine,.
Après ses études au lycée José Avalos d'El Valle, il est embauché comme conducteur de bus à Caracas (Metrobus), de 1991 à 1998, et deviendra président du syndicat du métro de Caracas,. C'est en tant que porte-parole des conducteurs qu'il commence à se faire un nom. Dirigeant syndicaliste à partir de 1990, il est l’un des fondateurs du nouveau syndicat du métro de Caracas (Sitrameca) et de la Force bolivarienne des travailleurs avant d’en devenir son coordinateur national. C'est aussi vers ce moment qu'il effectue en parallèle, à Cuba, des études de science politique. La BBC affirme que les Vénézuéliens apprécient l'histoire de son ascension.
Du syndicalisme il arrive en politique. De 1994 à 1997 il est membre de la direction du MBR-200 que Chávez avait fondé en 1983, et qui était l'embryon du Mouvement Cinquième République (MVR) qui deviendra le Parti socialiste unifié du Venezuela (PSUV) à partir de 2007 avec d'autres partis de gauche. Il participe aux émeutes de Caracas en 1989.
Il épouse Cilia Flores, procureur générale de la République, avocate de formation, c'est elle qui a organisé la défense de Chávez lorsqu'il a été arrêté à la suite de l'échec de son coup d’État de 1992.

### Membre du gouvernement
Nicolás Maduro participe à la fondation du MVR en 1997, avec Hugo Chávez. Il est également corédacteur de la nouvelle constitution bolivarienne et devient député du MVR, en 1999, puis président de l'Assemblée nationale, de 2005 à 2006.
Il est nommé ministre des Affaires étrangères en août 2006 et vice-président de la République le 13 octobre 2012, à la suite de la réélection d'Hugo Chávez à la présidence. Pendant cette période d'absence du président c'est donc Maduro qui a occupé les fonctions administratives et économiques.
À la tête de la diplomatie vénézuélienne, il se fait remarquer en soutenant le régime libyen de Mouammar Kadhafi jusqu'au bout, continuant par ailleurs à appuyer le Syrien Bachar el-Assad, qui combat une rébellion dans son pays. S'adaptant au style incendiaire de Chávez, il traite par exemple le sous-secrétaire d'État américain John Negroponte de « gratte-papier au passé criminel ». Également pragmatique, il accepte en 2010 la main tendue du président colombien Juan Manuel Santos, contre qui il vitupérait pourtant quelques semaines plus tôt.
Désigné « dauphin » du président Chávez, il est pour cela critiqué dans l'opposition, notamment par Henrique Capriles : « Nous ne sommes pas une monarchie ». Cette nomination aurait été poussée par Cuba, l'île communiste étant inquiète de la stabilité de son allié vénézuélien une fois que Chávez aurait disparu.
Il est présenté comme faisant partie de l'aile modérée du PSUV. Hugo Chávez le décrit comme « un révolutionnaire à part entière », « avec sa main ferme, avec sa vision, avec son cœur d’homme du peuple, avec son talent avec les gens, avec la reconnaissance internationale qu’il s’est acquise, c’est l’un des jeunes dirigeants ayant les meilleures capacités » ainsi que comme « un homme plein d’expérience malgré sa jeunesse ».
En avril 2012, il traite l'opposant Henrique Capriles de « gros pédé », puis s'excuse auprès de la communauté homosexuelle.
À la suite de l’aggravation de la santé de Hugo Chávez en décembre 2012, il accuse les « ennemis historiques » du Venezuela d'avoir inoculé le cancer de Chávez et assure qu'il le prouvera.

### Vice-président de la République
Le 11 octobre 2012, peu après l'élection présidentielle vénézuélienne de 2012, il est nommé vice-président de la République par Hugo Chávez, ce qui fait de lui le dauphin du président sortant en cas d'aggravation de son état de santé ou de mort.

## Président de la République

### Intérim d'Hugo Chávez
À la mort d'Hugo Chávez, survenue le 5 mars 2013, il devient président du Venezuela par intérim et déploie l'armée pour « garantir la paix ». C'est dans ce contexte que Nicolás Maduro expulse deux fonctionnaires de l'ambassade des États-Unis accusés de nourrir une « déstabilisation » du pays. Le 7 mars, il annonce que le corps d'Hugo Chávez sera embaumé, « comme Lénine », projet finalement abandonné quelques jours plus tard. Le 8 mars 2013, il prête serment comme président de la République par intérim. L'opposition considère qu'il s'agit d'une violation de la Constitution, celle-ci prévoyant que le président de l'Assemblée nationale, Diosdado Cabello, devienne président par intérim en cas de décès du chef de l'État. L'opposition critique également son éventuelle candidature à la présidence, constitutionnellement incompatible avec la fonction de vice-président. Cependant, la Cour suprême a validé cette prise de fonction.

### Élection présidentielle de 2013
Maduro est élu président de la République le 14 avril 2013. Il l'emporte avec 50,6 %, soit un score bien inférieur à ce qu'il pouvait espérer au vu de la plupart des sondages. Son adversaire, Henrique Capriles, battu de justesse, dénonce des irrégularités et conteste l'impartialité du Conseil national électoral (CNE). Capriles réclame le recomptage des votes, ce que Maduro accepte, avant que le CNE ne refuse. Deux jours après le scrutin, d'importantes manifestations pour protester contre les résultats officiels ont lieu avec actes de vandalisme et affrontements provoquant neuf morts chez les partisans de Maduro et les policiers. Après ces violences, le CNE accepte finalement de recompter les votes mais assure que ça ne changera « en aucune façon » les résultats, Capriles avait porté plainte contre cette élection au Tribunal suprême du Venezuela mais ce dernier a rejeté cette plainte et infligé une amende au candidat défait. Maduro prête serment le 19 avril.
Le 14 novembre 2013, Maduro fait voter par le Parlement le droit de gouverner par décret pendant un an, type de gouvernance utilisé par tous les présidents du Venezuela depuis les années 1970, y compris par Hugo Chávez. La principale raison de la gouvernance par décret est l'aggravation de la crise économique. Ainsi, Maduro promet de changer de modèle économique et vaincre la « bourgeoisie parasitaire » qui, selon lui, détiendrait les rênes de l'économie et tenterait sans relâche de déstabiliser le gouvernement dans le cadre d'une « guerre économique ». Il promet aussi de lutter fermement contre la corruption, qu'il nomme « antivaleur du capitalisme ».

### Politique économique
Sous sa présidence le Venezuela se trouve sévèrement affecté par la chute brutale des cours du pétrole, qui fournissait au pays l'essentiel de ses revenus. Maduro se donne pour priorité de préserver les réalisations sociales de la « révolution bolivarienne », notamment dans le domaine de la construction de logements, et déclare plusieurs hausses successives du salaire minimum afin de limiter l'impact de la crise sur les classes populaires. En revanche, les dépenses militaires sont réduites de 34 % en 2015 et la diversification de l'économie ne s'opère que lentement.
Il poursuit et accentue le programme de « communes socialistes » qu'avait proposé Hugo Chávez, visant à développer une forme plus locale et participative de démocratie mais également à doter les communes de moyens économiques plus importants. Certains opposants dénoncent un projet qu'ils estiment inspiré des « Comités de défense de la révolution » cubains. Le chômage au Venezuela descend en décembre 2014 à son plus faible niveau historique avec un taux de 5,5 % selon les données officielles.
En 2016, le Venezuela connaît sa plus importante sécheresse depuis 40 ans, ce qui perturbe le fonctionnement des centrales hydrauliques et provoque de graves pénuries d'électricité. La même année, le taux d'inflation est estimé entre 300 % par des institutions privées et 720 % par le FMI. Début 2018, le FMI estime l'hyperinflation à 2300 %.

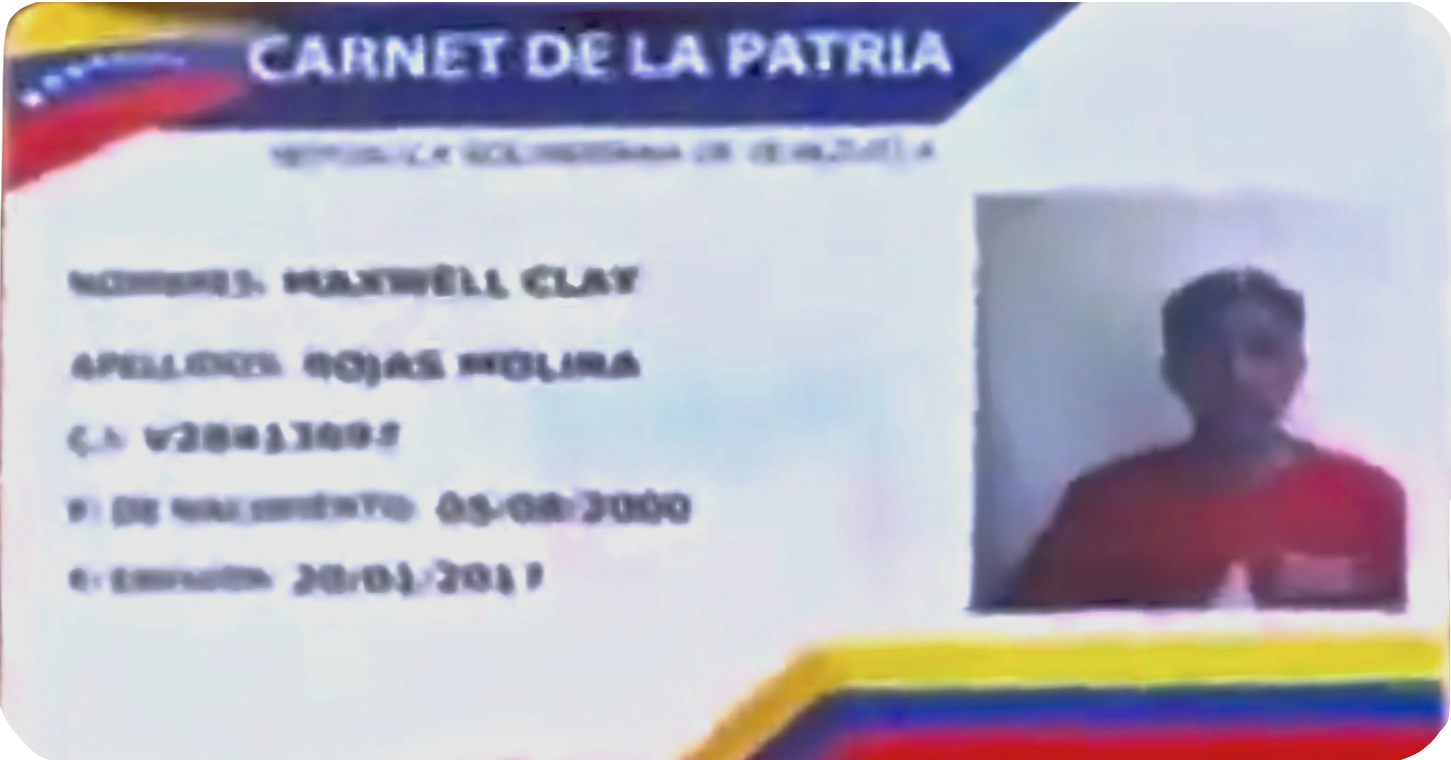
Un carnet de la Patrie.

Le carnet de la Patrie est mis en place par Nicolás Maduro le 20 janvier 2017. Il présente d’abord des données de base des citoyens : nom, prénom, numéro de carte d'identité, lieu de résidence. Mais il recueille aussi des informations plus personnelles. Ainsi, il y est précisé l’adhésion à un parti politique ou à des mouvements sociaux. De même, il est renseigné si l'individu bénéficie des programmes sociaux,. Les détenteurs du carnet reçoivent un colis mensuel de produits alimentaires à bas prix.
Sous son mandat, les sanctions américaines s’accroissent dès 2013, après sa victoire à l'élection présidentielle, qui n’est pas reconnue par l'opposition et les États-Unis. En décembre 2014, le Congrès américain approuve la « loi publique de défense des droits de l’homme et de la société civile au Venezuela », qui dicte la ligne d’action politique des États-Unis contre le Venezuela. Le texte établit la possibilité de prendre des mesures unilatérales coercitives contre le pays dans les domaines économiques, financiers et commerciales. Le 8 mars 2015, le président des États-Unis, Barack Obama, signe l'ordre exécutif 13692 ; ce « décret Obama » considère le Venezuela comme « une menace inhabituelle et extraordinaire pour la sécurité nationale et la politique extérieure des États-Unis ».
Le 31 juillet 2017, après l’élection de Donald Trump, la Maison-Blanche annonce un « gel » de « tous les avoirs » que possèderait le président du Venezuela aux États-Unis, qualifiant les élections d'« illégitimes » et le président vénézuélien Nicolás Maduro de « dictateur », le comparant aux dirigeants syrien Bachar el-Assad et nord-coréen Kim Jong-un. Le 25 août 2017, Washington alourdit les sanctions contre le Venezuela en bloquant son accès aux devises étrangères, dont il a un besoin crucial, le précipitant vers le défaut de paiement. Selon Shannon O'Neil, experte au Council on Foreign Relations, « les sanctions financières mises en place en août sont plus significatives car elles ont mis fin à tout nouvel investissement direct dans le pays ». En décembre 2017, en réaction à la crise et aux sanctions, Nicolás Maduro annonce la création d'une cryptomonnaie, le petro, dont le cours dépend du pétrole, du gaz, de l'or et du diamant.
Alors que le pays compte parmi les plus grandes réserves du pétrole du monde, on y compte des pénuries de carburant. La production de pétrole, de 2,6 millions de barils par jour en 2015, tombe à 1,9 million l'année suivante, le taux le plus bas depuis trente ans. Le tiers de ces revenus sert à rembourser les prêts accordés par les alliés russes et chinois de Nicolás Maduro.
La moitié des enfants du pays ne sont plus scolarisés début 2018, notamment à cause de l'insécurité et des cours non assurés à cause des pénuries d'électricité. Le SMIC mensuel tombe à 15 euros et l'eau courante manque dans certains quartiers. Le pays fait également face à un exil de professeurs, de médecins et d'infirmiers. Ancien pays d'immigration, le Venezuela est devenu un pays d'émigration massive, perdant en quelques années un dixième de sa population. Selon les chiffres du Haut Commissariat des Nations unies pour les réfugiés, les demandes d'asile ne cessent de grimper.
En août 2018, il annonce la fin de la quasi-gratuité de l'essence, sauf pour les détenteurs du carnet de la Patrie, ainsi que la mise en place d'un impôt sur les grandes fortunes et la multiplication par 34 du salaire minimum. Dans le même temps, quelque 130 personnes sont arrêtées pour « entrave » au plan de relance. Le 14 janvier 2019, lors de sa prestation de serment devant l'Assemblée constituante, il annonce une hausse de 300 % du salaire minimum.
Les sanctions sus-citées autant que sa politique économique (contrôle des changes, contrôle des prix, démantèlement de l'appareil productif du pays, expropriations, mise au pas du secteur privé désormais souvent dirigé par des militaires, manque d'investissements, etc.) et la corruption du régime conduisent à une inflation de 130 000 % en 2018 et à une chute du PIB, qui a été divisé par deux entre 2013 et 2018,.
Le 18 octobre 2019, face notamment à l’inflation, il augmente le salaire minimum de 40 000 bolivars à 150 000 bolivars, soit une hausse de 375 %.
En décembre 2019, Maduro opère une réforme économique. Il flexibilise le contrôle des changes, met en place des coupes budgétaires et des restrictions de distribution de crédit, tout en réautorisant l'utilisation du dollar comme monnaie. Ces mesures ont pour effet de provoquer une légère diminution de l'inflation, avec l'abandon de la « planche à billet », et les pénuries commencent à se réduire. Ainsi, l'inflation, de 1 500 000 % en 2018, a diminué pour atteindre 7 300 %. Cependant, cette baisse de l'inflation n'est pas positive selon l’économiste Henkel Garcia, car c'est le commerce informel en dollars qui règne désormais. Il a aussi décidé d'augmenter le salaire minimum à 450 000 bolivars. Le pays connait alors une récession de 26 %. Cependant, Maduro annonce en 2020 qu'il rétablira le contrôle des prix alors qu'ont lieu dans le pays des manifestations liées à « la hausse des prix des aliments et produits de première nécessité ». En juillet 2020, l'inflation redescent à 2 290 %. En janvier 2020, Maduro décide d'imposer une taxation sur les transactions en dollars, allant de 5 à 25 % sur les « biens et services payés en devises étrangères ».
Ce changement de politique économique, considéré comme étant une libéralisation à marche forcée, conduit à une scission au sein du Grand Pôle patriotique Simón Bolívar, le Parti communiste du Venezuela et Patria para Todos décidant de quitter la coalition pour en fonder une nouvelle, l'Alternative populaire révolutionnaire, en vue des élections législatives de décembre 2020, pour former une opposition de gauche à Maduro, à qui elle lui reproche d'avoir abandonné l'idéal chaviste de la révolution bolivarienne.

### Problèmes sanitaires
Depuis la chute des cours du pétrole, les Vénézuéliens subissent une pénurie d’aliments et de médicaments (80 % des médicaments manquent) et les hôpitaux fonctionnent au ralenti. Le marché noir de soins progresse.
La mortalité infantile est en augmentation au Venezuela, alors que celle-ci est en régression dans le monde. Une des raisons de cette situation est liée à la malnutrition des mères. Le paludisme avait disparu du territoire vénézuélien il y a 50 ans. Or les cas de paludisme augmentent avec 240 613 personnes infectées. Parmi les 24 États, 13 sont touchés par cette épidémie de paludisme. Selon la Fédération médicale vénézuélienne, les « hôpitaux fonctionnent avec seulement 3 % des médicaments nécessaires » et déclare Nicolás Maduro « coupable d'holocauste sur son propre pays ».
Depuis 2014, l'État ne communique plus de statistique sur le sujet. En mai 2017, la ministre de la Santé Antonieta Caporale reconnaît une augmentation de 30,12 %, entre 2015 et 2016 de la mortalité infantile. Nicolás Maduro la renvoie et la remplace. C’est le huitième ministre de la Santé nommé par Nicolás Maduro depuis 2013.
Entre 2017 et 2018, les Vénézuéliens ont perdu 8 kilos en moyenne. Les citoyens qui possèdent un « carnet de la patrie » (adhérent donc aux valeurs du régime) reçoivent une fois par mois des produits de base du CLAP (Comité local d'approvisionnement et de production). Lors des élections municipales de décembre 2017, les électeurs votant pour le parti au pouvoir voyaient leur carnet coché afin de recevoir des rations.
La pandémie de Covid-19 est, selon les médecins et scientifiques vénézuéliens, gérée à temps pour éviter une crise sanitaire d'ampleur, dans ce pays où les hôpitaux manquent de tout. Des opposants reconnaissent que les dispositions nécessaires ont été prises, mais les ressources font défaut pour permettre aux personnes et aux entreprises de surmonter le confinement. À partir de juillet 2020, le pays est soumis à un confinement strict une semaine sur deux, avec interdiction de sortir sauf pour faire les courses et aller chez le médecin.

### Crise sécuritaire
Parallèlement aux déboires de la population, la bourgeoisie bolivarienne, qui s’est enrichie sous Hugo Chávez, se terre dans des villas protégées de Caracas, ne se rencontrant que dans des lieux branchés très sécurisés, du fait de la peur des enlèvements. Il s’agit notamment d’hommes d'affaires ayant fait fortune dans le secteur de l'électricité ou des travaux publics, non sans être soupçonnés d'avoir versé des pots-de-vin aux hiérarques du régime.
Caracas est devenue la ville la plus dangereuse du monde, un Vénézuélien y étant tué toutes les 19 minutes. Les enlèvements, agressions et braquages sont monnaie courante, les classes aisées vivant dans des lotissements sécurisés et sortant en véhicule blindé. Les cambriolages visent notamment des produits alimentaires, la police étant parfois impliquée dans ces vols. Le pays devient par ailleurs la plaque tournante du trafic de drogue latino-américain, autour notamment de la cocaïne.
Début 2018, le pays compte 12 000 détenus politiques, dont des enfants. Selon l’Organisation des Nations unies, les forces de l’ordre ont procédé à 18 000 exécutions extrajudiciaires depuis 2016. Le Conseil des droits de l’homme de l’ONU a décidé, en septembre 2019, de créer une mission internationale chargée d’enquêter « sur les cas d’exécution extrajudiciaire, de disparition forcée, de détention arbitraire et de torture et autres peines ou traitements cruels, inhumains ou dégradants ».

### Environnement
En 2016, Nicolás Maduro signe un décret controversé créant une zone spéciale située au sud de l'Orénoque, permettant l'exploitation minière de l'or, afin de compenser la chute des revenus pétroliers du fait de la vétusté des installations d'extraction et des sanctions économiques américaines. Il crée l’Arco Minero de Orinoco (AMO) sans l’approbation de l’Assemblée nationale, en lui attribuant 12 % du territoire du pays – une superficie plus grande que le Portugal. L'augmentation de ces surfaces d'exploitation minière conduit à la déforestation de ces territoires, l'installation de mines illégales dans des parcs nationaux (notamment celui de Canaima, inscrit au patrimoine mondial de l'UNESCO) ou encore au développement des eaux stagnantes, qui favorisent la propagation des maladies (malaria, diphtérie, rougeole et tuberculose). Ces zones sont également les territoires ancestraux de divers peuples autochtones, dont les Pemóns, les Yanomami et les Yecuana. Cette décision du président Maduro est analysée comme un moyen de s'assurer la fidélité des forces armées, à qui a été confiée la zone, alors que son régime est confronté à une crise politique qui dure.
L'ONG SOSOrinoco a révélé, par exemple, un énorme complexe d’exploitation minière illégale dans le parc national de Yapacana, qui est devenu un bastion de la guérilla colombienne. Yapacana est la plus grande zone d’exploitation minière illégale de tout le biome amazonien.
Conséquence de cette politique, en 2022, le Venezuela a le taux de déforestation le plus rapide de l'écozone néotropique et le cinquième taux le plus rapide au monde, avec un total de 1,4 million d’hectares perdus entre 2016 et 2021.

### Débuts de contestation politique

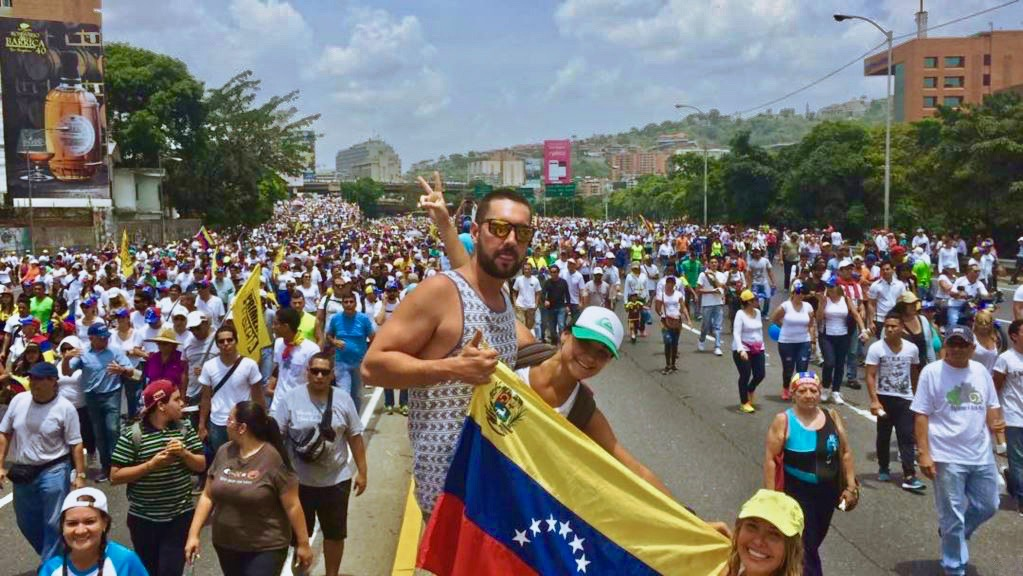
Manifestation du 19 avril 2017.

En 2014, il est contesté à l'occasion de grandes manifestations consécutives à la défaite de la coalition d'opposition lors des municipales de décembre 2013. Leopoldo López, l'un des meneurs du mouvement de contestation, est accusé de responsabilité dans la mort d'une quarantaine de personnes dans ces manifestations et arrêté. Le 19 février 2015, Antonio Ledezma, maire de Caracas depuis 2008, est arrêté, accusé de complot contre Nicolás Maduro.
Le 11 mars 2015, le Parlement vote une réintroduction des pleins pouvoirs pour une durée d'un an. Il décrète l'état d'urgence économique le 15 janvier 2016, puis le prolonge le 14 mai et le 13 juillet.
Les élections législatives de 2015 sont une défaite pour le PSUV au pouvoir, une première depuis 1999 et l'investiture de son prédécesseur, Hugo Chávez. La coalition d'opposition, la Table de l'unité démocratique (MUD), remporte en effet 109 sièges, contre 55 pour le PSUV. Depuis la victoire de l'opposition aux élections législatives de 2015, le Conseil national électoral (CNE), dont la grande majorité des membres est chaviste, s'emploie à empêcher la tenue d'un référendum révocatoire, tandis que les élections régionales de 2016 ont été reportées sine die.
En avril 2016, la MUD dépose une pétition de deux millions de signatures, dont 600 000 seront cependant rejetées après vérification par les autorités électorales, en faveur d'un référendum pour le révoquer de sa fonction présidentielle. Le 25 octobre 2016, le Parlement, où l'opposition vote depuis 2015 en faveur d'un procès en destitution à l'encontre du président Maduro. Ce dernier dénonce alors un « coup d'État parlementaire », la révocation du président par le Parlement n'étant pas prévue par la constitution, même s'il existe une procédure pour manquements au devoir de sa charge. En avril 2017, le Tribunal suprême retire tout pouvoir au Parlement.
Le 28 octobre 2016, l'opposition organise une grève générale afin d'obtenir le départ de Nicolás Maduro. En décembre, elle se retire du dialogue amorcé par l’entremise de l'Unasur et du Vatican pour trouver un accord de résolution de la crise politique. Début janvier 2017, Julio Borges, nouveau président de l'Assemblée nationale du Venezuela, en appelle à l'armée « face à un gouvernement passé de l'autoritarisme à la dictature ». Ce même mois, le Parlement se déclare en « rébellion totale ».
Le 29 mars 2017, la Cour suprême (qui serait totalement alignée politiquement sur le pouvoir chaviste, selon Patrick Bèle du Figaro) s'octroie le pouvoir législatif à la suite du refus persistant de l'Assemblée nationale d'exclure trois députés dont l'élection serait frauduleuse. Le gouvernement a par ailleurs arrêté de payer les frais de fonctionnement de l'Assemblée et de payer les députés. Le président de l'Assemblée nationale, Julio Borges, dénonce alors un « coup d'État ». Le 31 mars, Luisa Ortega, à la tête du parquet national, conteste également la décision. Cela fait également l'objet d'un tollé auprès d'une partie de la communauté internationale. Le 1er avril 2017, le Tribunal suprême de justice annule les deux décrets, tandis que l'opposition appelle à de nouvelles manifestations. L'Assemblée nationale initie ensuite une procédure de destitution contre les juges de la Cour suprême.
Mi-avril, les manifestations s'étendent aux quartiers pauvres de Caracas ; 24 manifestants et policiers sont tués,. En mai, dans un contexte de pénuries alimentaires et de médicaments, les manifestations se poursuivent menées principalement par le parti centriste Volonté populaire, alors que le pouvoir durcit la répression,. Un rapport de l'Observatoire vénézuélien note que le pays est devenu le deuxième le plus violent au monde après le Salvador, entre enlèvements et séquestrations, ainsi que des vols et cambriolages qui répondent à la pénurie. Les manifestations contre le gouvernement restent néanmoins essentiellement circonscrites aux quartiers aisés de Caracas et aux municipalités historiquement acquises à l'opposition conservatrice. Alors que les manifestations ont fait 43 morts, Nicolás Maduro décide d'envoyer l'armée dans l'État de Táchira où des commerces ont été détruits et deux commissariats attaqués.
Le 1er mai 2017, Nicolás Maduro annonce sa volonté de convoquer une assemblée constituante afin de réécrire la Constitution de 1999. Les 500 membres de cette assemblée doivent être désignés par moitié par des mouvements sociaux chavistes et par moitié par un vote où les partis politiques ne peuvent pas présenter de candidats. Le projet aurait comme objectif de contourner les chefs de l'opposition, hostiles aux négociations avec le gouvernement,. Les quelques chavistes critiquant le processus se voient qualifier de « traitres » par Maduro,.

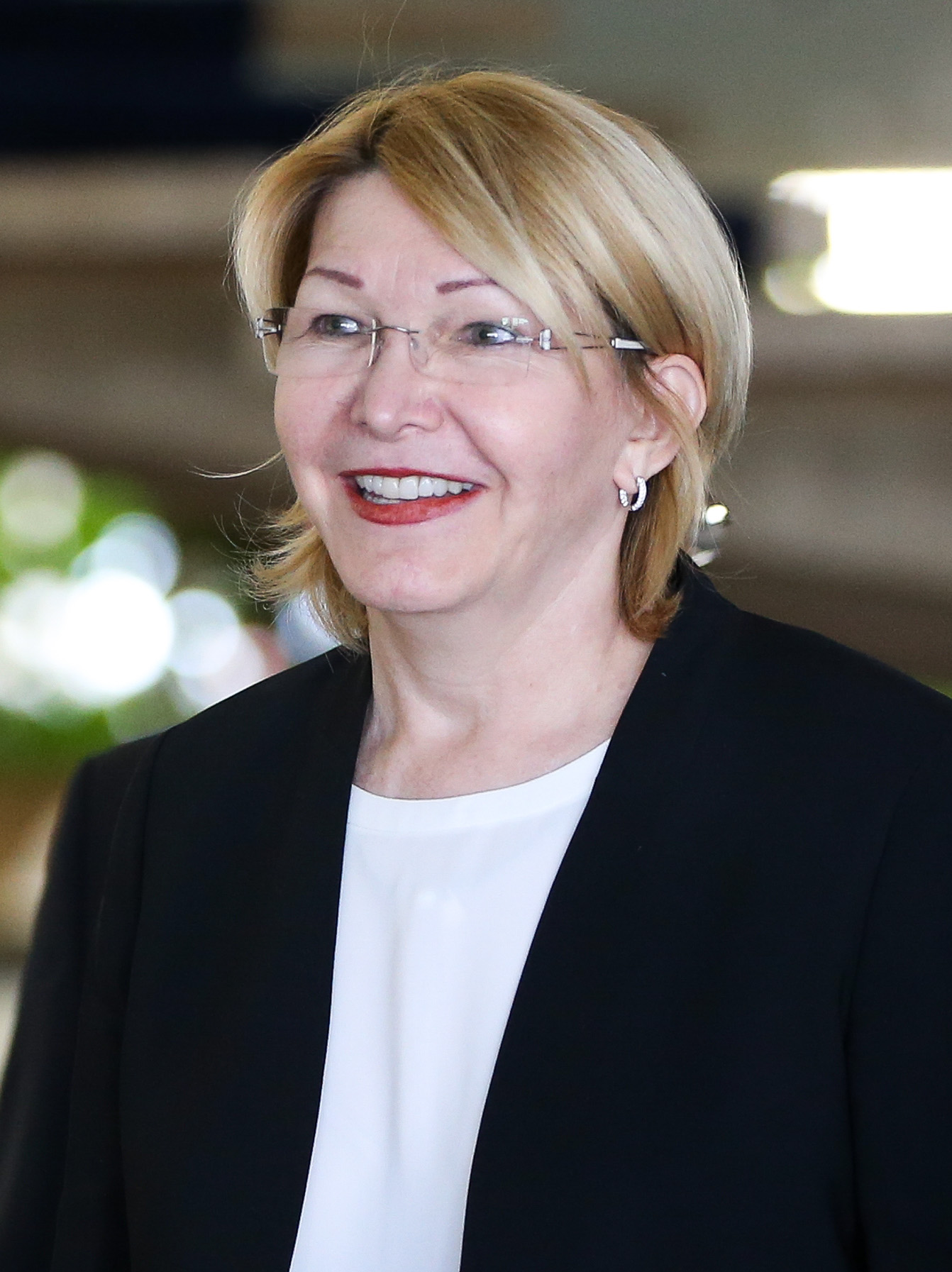
Luisa Ortega Diaz, procureur général du Venezuela de 2007 à 2017.

Le 24 mai, Luisa Ortega Díaz, une chaviste historique, procureur général du Venezuela depuis 2007, reconduite jusqu'en 2021, exprime son opposition au gouvernement de Nicolás Maduro. Elle considère que « des groupes armés ne doivent pas attaquer des manifestations pacifiques » et précise que des investigations sont en cours à l'égard de ces groupes paramilitaires qui contrôlent les quartiers populaires. Par ailleurs, elle estime que la convocation d’une Assemblée constituante « aggraverait la crise ». Enfin, elle dénonce le recours aux tribunaux militaires à l'encontre des civils arrêtés lors des manifestations,. Destituée de son poste de procureur général de la République par l'Assemblée constituante, elle quitte le pays, dénonçant la « persécution » dont elle ferait l'objet de la part du pouvoir.
L'opposition dénonce le système envisagé pour désigner les membres de la future assemblée constituante et organise le 16 juillet une consultation pour s'opposer à cette constituante : ce scrutin symbolique réunit 7,6 millions de votes (sur 19 millions d'électeurs). Le président Maduro considère ce scrutin comme n'ayant aucune valeur légale ni contraignante.
Les élections de l'Assemblée constituante se tiennent le 30 juillet et réunissent, selon les autorités, 41,5 % de participation (huit millions de votants), beaucoup moins selon l'opposition, qui avait appelé au boycott du scrutin. Le 8 août, douze pays d'Amérique (Argentine, Brésil, Canada, Chili, Colombie, Costa Rica, Guatemala, Honduras, Mexique, Panama, Paraguay et Pérou) condamnent une « rupture de l'ordre démocratique » au Venezuela et refusent de reconnaître l'Assemblée constituante. De son côté, l’ONU condamne de nouveau un « usage excessif de la force », accusant les forces de sécurité vénézuéliennes d’avoir causé la mort d’au moins 73 manifestants antigouvernementaux et des groupes armés pro gouvernementaux circulant à moto avec des armes à feu d'en avoir tué une trentaine d'autres. Pour Le Monde, « avec le coup de force mené par une Constituante chaviste contre l’Assemblée nationale, Nicolas Maduro parachève son contrôle du pays. […] Le Venezuela s’enfonce dans la dictature ».
Le 15 octobre 2017, à l'inverse de ce que prédisaient les sondages, le GPP de Maduro obtient 17 États, contre 5 pour la MUD, lors d'élections régionales dont la régularité est contestée par l'opposition. Le 10 décembre 2017, le GPP remporte les élections municipales, celles-ci ayant été boycottées par la MUD.

### Élection présidentielle de 2018

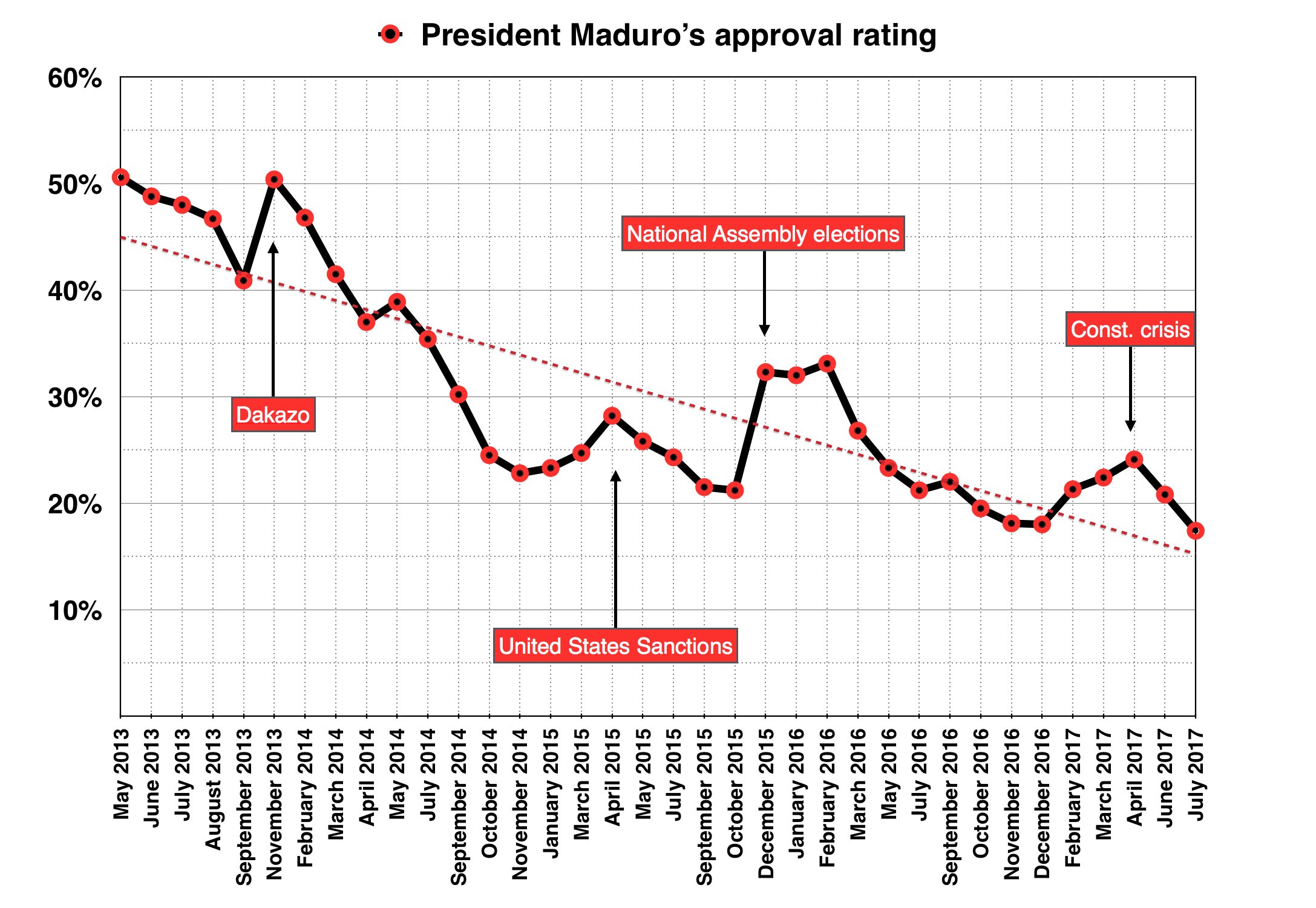
Cote de popularité de Nicolás Maduro (institut Datanálisis).

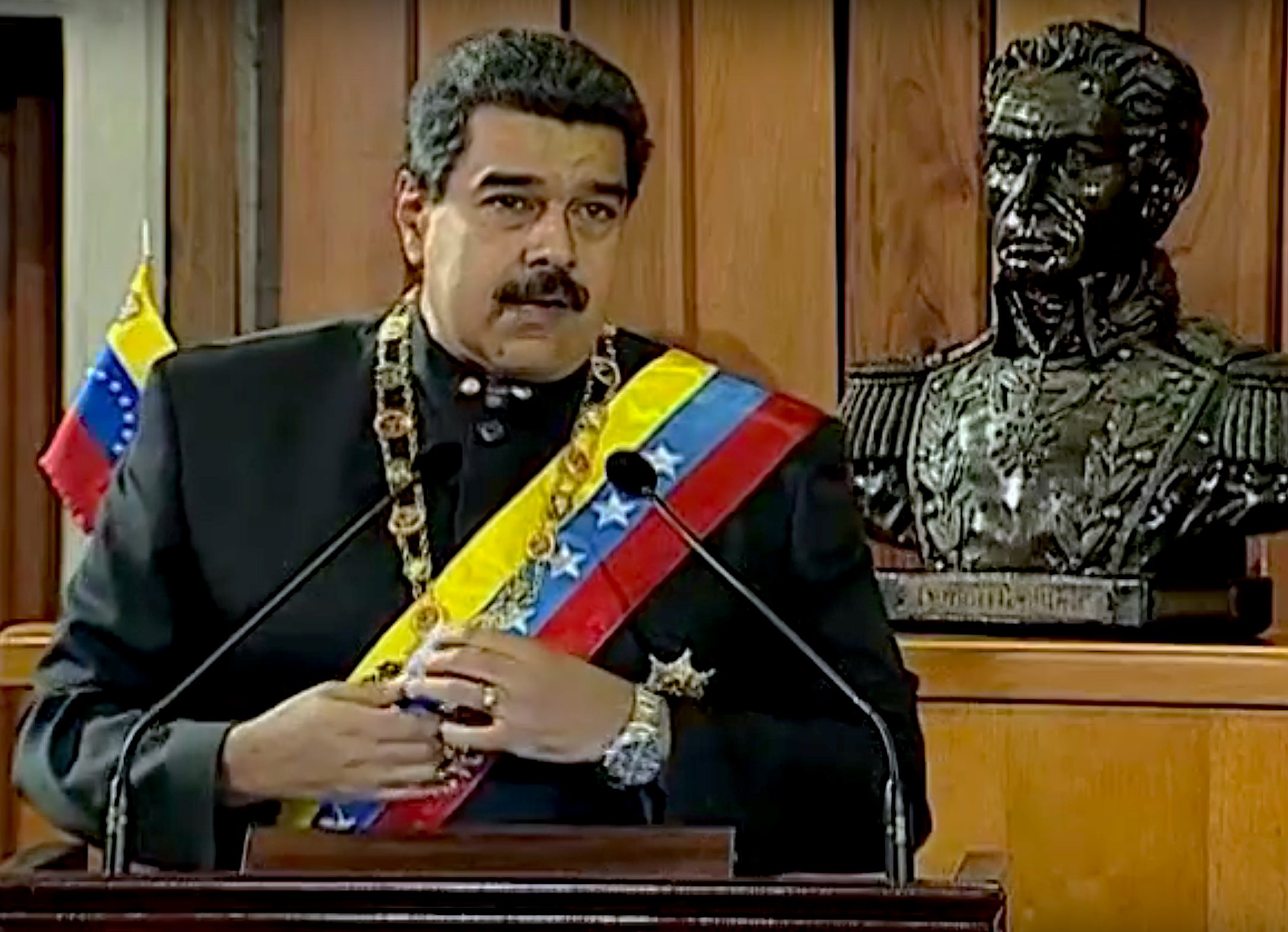
Nicolás Maduro en 2017.

Le 2 février 2018, le Parti socialiste unifié du Venezuela l'investit candidat à l'élection présidentielle vénézuélienne de 2018. Nicolás Maduro lance alors un nouveau mouvement politique, baptisé Somos Venezuela. Le Conseil électoral fixe l'élection présidentielle au 22 avril 2018. Cette décision est faite hors de tout cadre constitutionnel, ce qui empêche l'opposition d'organiser une primaire et l'amène à renoncer à présenter un candidat. Le 1er mars 2018, le scrutin est reporté au 20 mai 2018.
Nicolás Maduro indique que les partis d'opposition qui ont boycotté les élections municipales de 2017 ne pourront pas présenter de candidats à l'élection présidentielle. Durant la campagne, le président sortant promet des « récompenses » pour ceux qui iront voter. Dans ce contexte, son parti enregistre de nouvelles adhésions alors que le gouvernement distribue de la nourriture à prix subventionnés dans les quartiers populaires.
Nicolás Maduro remporte 67,8 % des voix contre 21,0 % à son principal adversaire, Henri Falcón, qui rejette le processus électoral et dénonce des irrégularités. Le taux de participation est de 46,1 % selon les résultats officiels alors qu’en 2013 la participation s'élevait à 79,7 %. Une source du CNE a pour sa part affirmé qu'à la clôture des bureaux de vote, le taux de participation était de 32,3 %. Dans les deux cas, il s'agit du plus faible taux de participation de l'histoire du pays pour une élection présidentielle. Selon Alain Musset, directeur de recherches à l'École des hautes études en sciences sociales, « il reste autour de [Maduro] une bourgeoisie bolivarienne qui a profité du régime et des gens qui croient encore à la révolution » et à qui Maduro affirme que la crise actuelle est orchestrée « par les États-Unis », qui soutiendraient un « sabotage économique des anciennes classes dirigeantes ».
Le 4 août 2018, le déroulement d'un attentat contre Nicolás Maduro lors d'une parade militaire organisée à l'occasion du 81e anniversaire de la création de la garde nationale bolivarienne est annoncé. Selon les autorités vénézuéliennes, cette « tentative d’assassinat » a été menée à l’aide de deux drones chargés d'explosifs,. Plusieurs médias occidentaux se montrent prudents sur la réalité de l’attentat. Nicolás Maduro considère que « l'ultra-droite vénézuélienne alliée avec l'ultra-droite colombienne de Juan Manuel Santos » est responsable de l’attentat,. Cette « attaque » est ensuite revendiquée par un groupuscule jusque-là inconnu, le Mouvement national des soldats en chemise,. Salvatore Lucchese, ancien responsable policier et ancien membre de la direction du parti Volonté populaire se décrivant comme un « soldat de la résistance vénézuélienne », revendique depuis Bogotá sa participation à l’« attentat »,. L'incident mène à une intensification de la répression par le régime bolivarien : le 7 août, le pouvoir vénézuélien annonce des poursuites judiciaires contre plusieurs députés de l'opposition, dont l'ancien président de l'Assemblée nationale Julio Borges, en exil à Bogota. Le député d’opposition Juan Requesens est également arrêté.

### Crise présidentielle de 2019
Le 4 janvier 2019, le groupe de Lima annonce ne pas reconnaître le nouveau mandat de Nicolás Maduro, et l'appelle à transférer le pouvoir à l'Assemblée nationale. Le lendemain, le 5 janvier, l'Assemblée nationale déclare le nouveau mandat de Maduro comme « illégitime ». Le jour même, Diosdado Cabello, président de l'Assemblée nationale constituante, annonce que la prestation de serment aura lieu au Tribunal suprême de justice, estimant que l'Assemblée nationale n'est pas légitime. Le 6 janvier, Christian Zerpa, juge du Tribunal suprême de justice, qui avait validé en 2016 la confiscation du pouvoir législatif à l'Assemblée nationale, s'exile aux États-Unis pour ne pas valider la prestation de serment de Maduro.
Nicolás Maduro prête serment le 10 janvier, ce qui provoque la rupture des relations par le Paraguay. Le 12 janvier, Maduro accepte l'aide humanitaire qu'il rejetait l'année précédente.
Le 23 janvier 2019, Juan Guaidó s'autoproclame « président en exercice » du Venezuela et prête serment au cours d'une manifestation organisée à Caracas. Guaidó obtient immédiatement la reconnaissance des États-Unis, du Canada, du Brésil, de la Colombie et du Pérou,. La France, l'Allemagne, le Royaume-Uni, l'Espagne et l'Union européenne se disent prêts à reconnaître Juan Guaidó en tant que « président en exercice » si Maduro n'organise pas d'élections libres d'ici le 1er mars 2019,. Maduro conserve le soutien de l'armée.
Le 30 avril, des soldats pro-Guaidó se soulèvent sans succès contre le régime chaviste.

### Tensions avec les États-Unis en 2020
L'administration Trump s'efforce d'évincer le « dictateur » Nicolás Maduro auquel elle nie toute légitimité. Le 4 avril 2020, Donald Trump déploie des forces militaires navales et aériennes au large du Venezuela. Il s'agit du plus grand déploiement militaire américain dans les caraïbes depuis l’invasion du Panama par les forces américaines en 1989. Le déploiement est soutenu par 22 pays, des alliés de Donald Trump, dont Sainte-Lucie, Haïti, le Panama, la Colombie, le Costa Rica, le Honduras et le Guatemala. Le 27 mars, Nicolás Maduro déclare que « Donald Trump est un minable ». La veille, la tête de Nicolás Maduro était mise à prix par les États-Unis, qui offrent quinze millions de dollars pour sa capture ou son arrestation,. Le 5 avril, des militaires américains se déploient à la frontière entre la Colombie et le Venezuela. Nicolás Maduro déclare le jour-même qu’il déplacera de l'artillerie alors que des « groupes putschistes américains » planifient des attaques terroristes contre le Venezuela dans le but selon lui de le renverser et de l'arrêter de la même manière que le dictateur Manuel Noriega au Panama, en 1989.
En mai 2020, le Venezuela ne pouvant plus raffiner son pétrole du fait des sanctions américaines, et faisant face à une pénurie d'essence importante, Nicolás Maduro demande de l'aide à l'Iran, afin que ce dernier puisse envoyer des tankers pétroliers pour pallier la crise. Elliott Abrams, émissaire américain pour le Venezuela, dénonce une coopération grandissante entre deux ennemis et menace d'intervenir. Une agence de presse iranienne assure alors avoir des informations sur le déploiement de quatre navires de guerre américains dans les Caraïbes en vue d’une « possible confrontation avec les pétroliers iraniens ». Le 23 mai, le premier des cinq tankers pétroliers iraniens arrive dans la zone économique exclusive du Venezuela.
Le 3 mai 2020, le gouvernement de Nicolás Maduro annonce que quinze personnes, dont deux Américains, ont été arrêtées par l’armée lors d'une tentative d'« invasion » du Venezuela par la mer. L'affaire aggrave les relations déjà très tendues entre Washington et le président socialiste. Dans la soirée du 6 mai 2020, le mercenaire Luke Denman avoue qu'il projetait d'enlever Nicolás Maduro pour le capturer et le transférer en avion aux États-Unis afin qu'il puisse y être poursuivi en justice. Les deux ex-soldats américains sont par la suite condamnés à 20 ans de prison par un tribunal vénézuélien.

### Répression politique de l’opposition
En janvier 2023, peu après la dissolution du « gouvernement intérimaire » de Juan Guaidó (qui s’était autoproclamé président par intérim en 2019), le président Maduro ordonne l’arrestation de la nouvelle direction du Parlement d’opposition. Les trois nouvelles dirigeantes de l’Assemblée nationale d’opposition sont alors visées par un mandat d’arrêt pour « usurpation de fonctions, trahison, association criminelle et blanchiment d’argent ». En réaction, Juan Guaidó déclare que Nicolás Maduro peut être contraint de quitter le pouvoir si « l’opposition est unie », à moins d’un an de l’élection présidentielle de 2024, estimant que ce dernier est « faible et vincible » face à la possibilité d’une élection libre et équitable.
Ainsi, depuis 2013, Maduro a institué un régime plus autoritaire que celui de son prédécesseur.

### Élection présidentielle de 2024

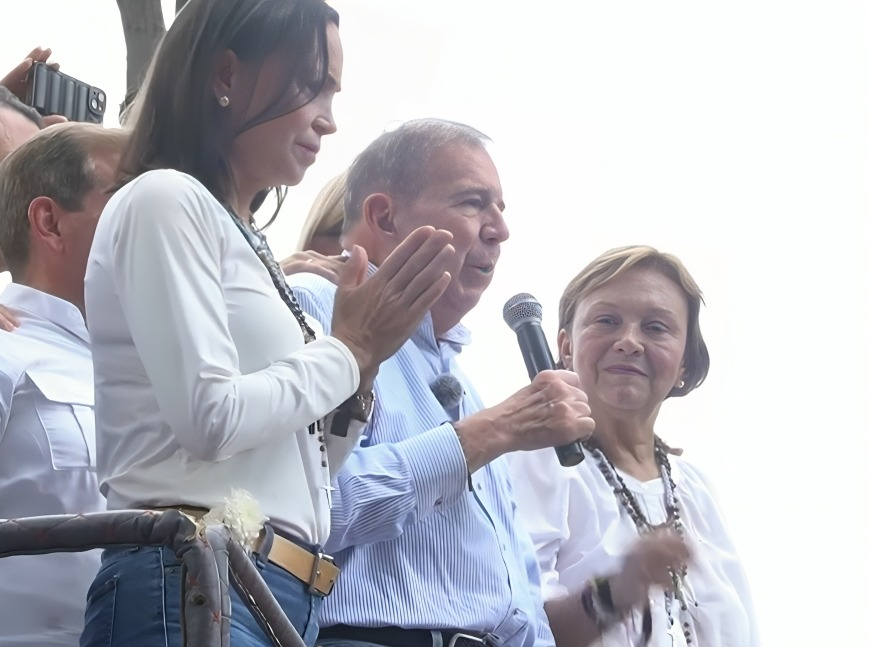
Maria Corina Machado (à gauche) et González Urrutia protestant contre la fraude (30 juillet).

Le 15 mars 2024, Nicolás Maduro est investi candidat à l'élection présidentielle de 2024 par son parti politique. Le 25 mars 2024, Nicolás Maduro dépose officiellement sa candidature devant le Conseil national électoral. Edmundo González Urrutia représente la Plateforme unitaire à cette élection. Selon un sondage de l’institut Datincorp, réalisé en avril 2024, il obtient 50 % des intentions de vote, contre 18 % pour l'actuel président Nicolás Maduro.
Il est déclaré vainqueur avec 51,20 % des voix alors que l'opposition affirme avoir obtenu 70 % des suffrages. Cette victoire est toutefois contestée à l'international en raison du refus du régime d'accueillir des observateurs pour vérifier la validité du scrutin. Les autres pays d'Amérique du Sud, indépendamment de l'étiquette politique du pouvoir en place, émettent également des doutes sur la sincérité des résultats.
En réaction sur les réseaux sociaux, le propriétaire de Twitter, Elon Musk, l'insulte de clown et de dictateur, et Nicolás Maduro voit son compte bloqué pendant une semaine sur TikTok. Le président vénézuélien annonce qu'il souhaite bloquer sur le territoire les réseaux sociaux Twitter, TikTok, WhatsApp et Instagram, qu'il accuse de démultiplier la haine,.
Le 10 janvier 2025, Nicolas Maduro prête serment, pour un troisième mandat.

## Accusations de corruption
Pour Luisa Ortega Díaz, alors procureur général, le président Nicolás Maduro a reçu 35 millions de dollars de la société Odebrecht et d'autres entreprises dans le cadre de l'opération Lava Jato. Des publicitaires brésiliens reconnaissent avoir reçu des millions de dollars de pots-de-vin de Nicolás Maduro. Ainsi il aurait financé la campagne présidentielle d'Hugo Chávez en 2012,. L'opposant Henrique Capriles, lui-même condamné dans le scandale Petrobras, considère que la société Odebrecht « était la cagnotte de Chávez, qui lui a attribué, sans appel d’offres, tous les grands chantiers du Venezuela »,.
Le 15 août 2018, après avoir été « suspendu » de ses fonctions par des magistrats d'opposition en mai 2018 depuis Miami, Maduro est « condamné » en Colombie à 18 ans de prison et d'inéligibilité, assortis de deux amendes de 35 et 25 millions de dollars par un tribunal suprême de justice parallèle et nommé par l'Assemblée nationale, pour corruption et blanchiment d'argent.
Le 26 mars 2020, il est inculpé aux États-Unis pour « narco-terrorisme ».

## Accusations de crimes contre l'humanité
En 2020, une enquête est ouverte par le Conseil des droits de l'homme des Nations unies contre Nicolás Maduro et son gouvernement pour crimes contre l'humanité.
En 2022, un rapport de l'ONU, publié à l'issue d'entretiens avec des victimes, des témoins et d’anciens responsables des services de renseignements, atteste l'existence de centres de torture clandestins dans des lieux officiels comme le siège de certains ministères, mais aussi dans des granges, des hangars ou des terrains vagues. Le dossier s'appuie sur 122 cas entre 2017 et 2019, années où la répression par le gouvernement de Maduro a été la plus dure.